# Wiernsheim
Wiernsheim település Németországban, azon belül Baden-Württembergben. Lakosainak száma 6901 fő (2023. december 31.).

## Népesség
A település népessége az elmúlt években az alábbi módon változott:
| Lakosok száma | 4030 | 6654 | 6810 | 6787 | 6854 | 6901 |
|               | 1975 | 2017 | 2019 | 2021 | 2022 | 2023 |